# Мерил (Ајова)
Мерил (енгл. Merrill) град је у америчкој савезној држави Ајова. По попису становништва из 2010. у њему је живело 755 становника.

## Демографија
Према попису становништва из 2010. у граду је живело 755 становника, што је 1 (0,1%) становника више него 2000. године.
| Група             | 2000.       | 2010.       |
| Белци             | 736 (97,6%) | 734 (97,2%) |
| Афроамериканци    | 3 (0,4%)    | 0 (0,0%)    |
| Азијати           | 2 (0,3%)    | 4 (0,5%)    |
| Хиспаноамериканци | 11 (1,5%)   | 7 (0,9%)    |
| Укупно            | 754         | 755         |